# Mestský Športový Klub Žilina 2011-2012
Questa voce raccoglie le informazioni riguardanti il Mestský Športový Klub Žilina nelle competizioni ufficiali della stagione 2011-2012.

## Rosa
| N. |                       | Ruolo | Calciatore                 |
| -- | --------------------- | ----- | -------------------------- |
| 2  | Slovacchia (bandiera) | D     | Stanislav Angelovič        |
| 3  | Slovacchia (bandiera) | C     | Milan Škriniar             |
| 4  | Slovacchia (bandiera) | C     | Adam Žilák                 |
| 6  | Slovacchia (bandiera) | D     | Pavol Ilko                 |
| 7  | Slovacchia (bandiera) | D     | Vladimír Leitner           |
| 8  | Slovacchia (bandiera) | D     | Marcel Ondráš              |
| 9  | Slovacchia (bandiera) | C     | Roman Gergel               |
| 10 | Slovacchia (bandiera) | A     | Tomáš Majtán               |
| 11 | Slovacchia (bandiera) | C     | Miroslav Barčík (capitano) |
| 12 | Slovacchia (bandiera) | C     | Viktor Pečovský            |
| 14 | Rep. Ceca (bandiera)  | A     | Ján Novák                  |
| 15 | Slovacchia (bandiera) | D     | Jozef Piaček               |
| 17 | Slovacchia (bandiera) | A     | Róbert Pich                |
| 18 | Gambia (bandiera)     | A     | Momodou Ceesay             |

| N. |                       | Ruolo | Calciatore           |
| -- | --------------------- | ----- | -------------------- |
| 19 | Togo (bandiera)       | D     | Serge Ognadon Akakpo |
| 20 | Slovacchia (bandiera) | C     | Peter Šulek          |
| 22 | Slovacchia (bandiera) | P     | Martin Krnáč         |
| 23 | Slovacchia (bandiera) | A     | Jaroslav Mihálik     |
| 24 | Perù (bandiera)       | A     | Jean Deza            |
| 26 | Slovacchia (bandiera) | P     | František Plach      |
| 28 | Benin (bandiera)      | A     | Bello Babatounde     |
| 29 | Ghana (bandiera)      | D     | Prince Ofori         |
| 30 | Slovacchia (bandiera) | P     | Martin Dúbravka      |
| 33 | Slovacchia (bandiera) | P     | Matej Rakovan        |
| 36 | Slovacchia (bandiera) | A     | Jakub Vojtuš         |
| 45 | Camerun (bandiera)    | D     | Ernest Mabouka       |
| 77 | Portogallo (bandiera) | D     | Ricardo Nunes        |